# STS-57
STS-57 (englisch Space Transportation System) ist eine Missionsbezeichnung für das US-amerikanische Space Shuttle Endeavour (OV-105) der NASA. Der Start erfolgte am 21. Juni 1993. Es war die 56. Space-Shuttle-Mission und der vierte Flug der Raumfähre Endeavour.

## Mannschaft
- Ronald Grabe (4. Raumflug), Kommandant
- Brian Duffy (2. Raumflug), Pilot
- David Low (3. Raumflug), Missionsspezialist
- Nancy Currie (1. Raumflug), Missionsspezialistin
- Peter Wisoff (1. Raumflug), Missionsspezialist
- Janice Voss (1. Raumflug), Missionsspezialistin

## Missionsüberblick
Während des zehntägigen Flugs führten die Astronauten erfolgreich Dutzende von biomedizinischen und materialwissenschaftlichen Experimenten im Spacehab-Modul durch, das bei diesem Flug seine Weltraumtauglichkeit demonstrierte. Der Experimententräger EURECA (European Retrievable Carrier), der ein Jahr zuvor von STS-46 ausgesetzt wurde und mehrere Experimente enthielt, wurde von der Besatzung eingefangen und zurück auf die Erde gebracht. Zwei Raumfahrer führten einen sechsstündigen Weltraumausstieg durch.

## Missionsverlauf
Wegen einer eingeätzten Prüfnummer in einer Turbopumpe in einem der drei Haupttriebwerke der Raumfähre musste der erste offizielle Starttermin (3. Juni) Ende Mai 1993 abgesagt werden. Diese Prüfnummer befand sich auf einer Feder innerhalb der Pumpe an einer falschen Stelle, was deren Belastungsfähigkeit hätte beeinträchtigen können. Man entschied sich zum Tausch der Hochleistungspumpe und legte den 20. Juni als neues Startdatum fest.

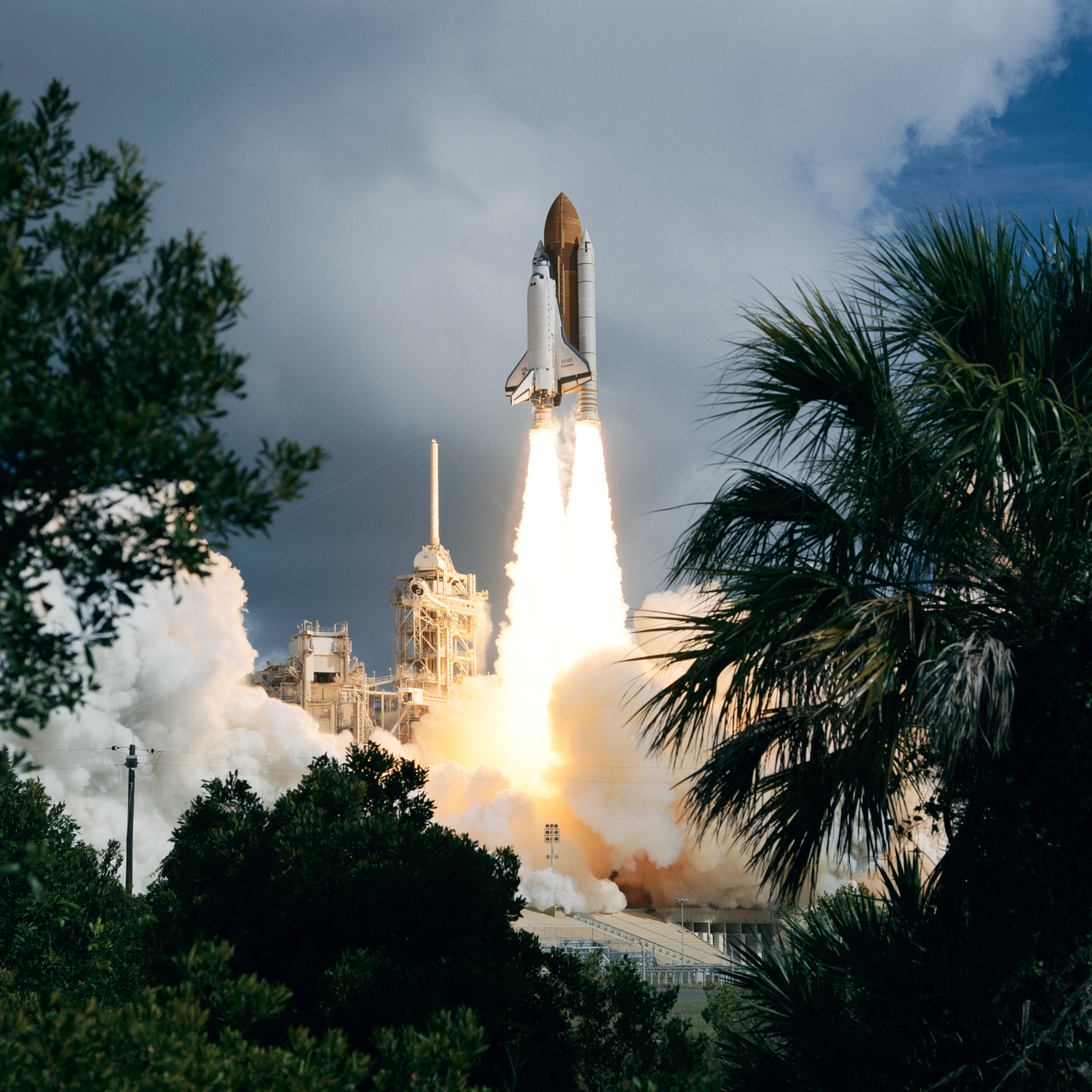
Start der Endeavour

Tief hängende Wolken und Regen am Kennedy Space Center sowie ebenfalls schlechte Wetterbedingungen an den Notlandeplätzen führten zu einer 24-stündigen Verschiebung. Die Endeavour hob schließlich am 21. Juni 1993 um 13:07:22 UTC ab. Der Countdown hatte um 22 Sekunden angehalten werden müssen, weil ein Flugzeug den gesperrten Luftraum durchflog.
Dreieinhalb Stunden nach dem Start nahmen die Astronauten das Spacehab-Modul im Frachtraum der Fähre in Betrieb. Gebaut von dem US-Unternehmen gleichen Namens, wurde es von der NASA gemietet, um mehr Platz für Experimente zur Verfügung zu haben. Das Spacehab ist eine Erweiterung des Shuttle-Mitteldecks und mit diesem über einen Tunnel verbunden. Es ist 2,8 Meter lang, 4,1 Meter breit, 3,4 Meter hoch und bietet 30 Kubikmeter Raum.
Eine der wichtigsten Aufgaben der Mission war die Bergung und der Rücktransport der europäischen Forschungsplattform EURECA. Nachdem die Endeavour die Umlaufbahn erreicht hatte, nahm Kommandant Ronald Grabe die Verfolgung auf. Eine Reihe von Bahnmanövern später war EURECA zu Beginn des vierten Flugtages (24. Juni) in Reichweite.
Um 12:08 UTC gab das  ESOC-Kontrollzentrum in Darmstadt, das für die Steuerung des Trabanten verantwortlich war, den Befehl zum Einklappen der Solarflügel und 50 Minuten später wurden die beiden Kommunikationsantennen eingefahren. Beide der je zwei Meter langen Ausleger konnten aber nicht vollständig eingezogen werden. Die Ursache dafür war nicht zu erkennen. Trotzdem wurde das Einfangmanöver fortgesetzt und Missionsspezialist David Low fing EURECA um 13:53 UTC mit dem Roboterarm ein.

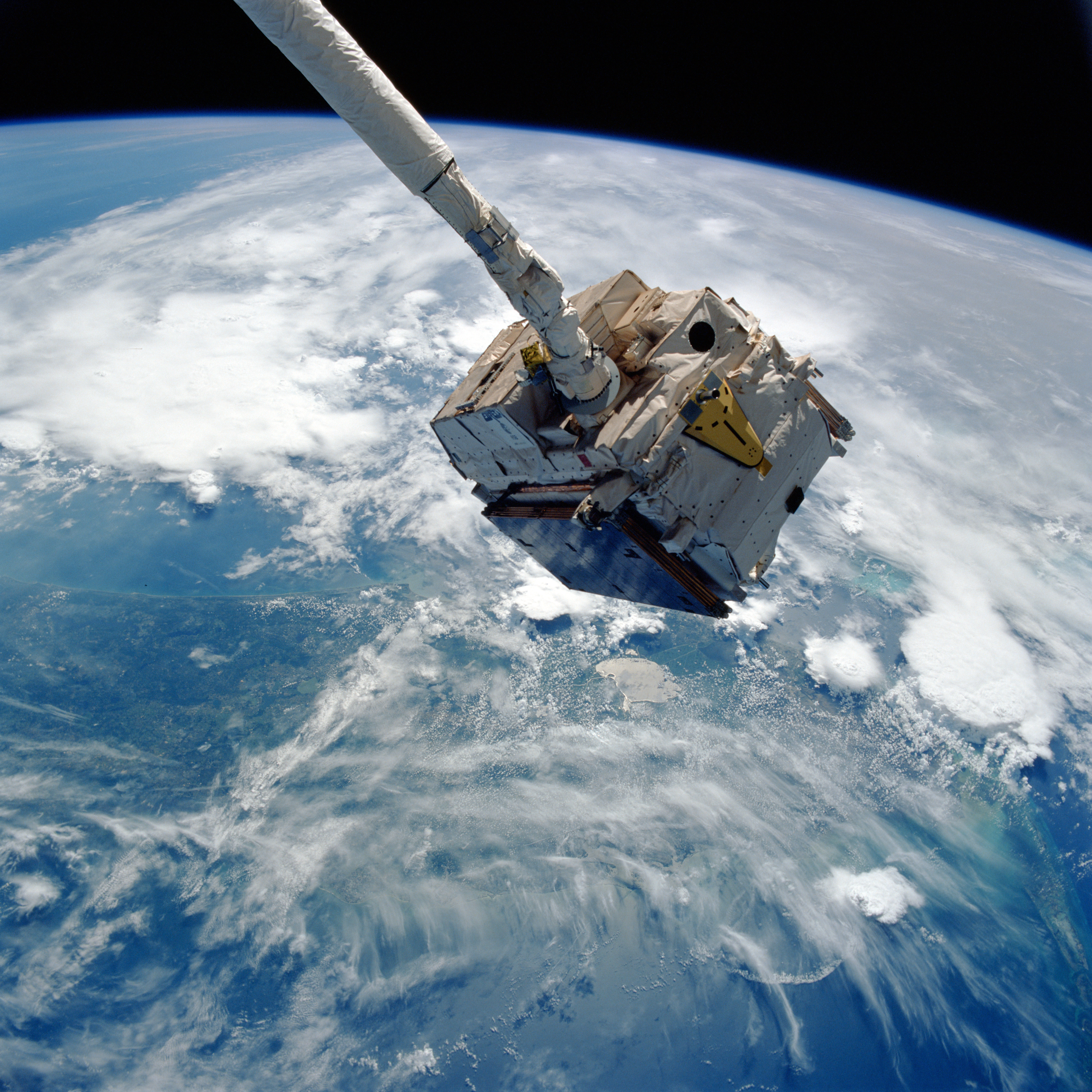
EURECA wird eingefangen

Um die Instrumente zu versorgen und die Thermalkontrolle von EURECA aufrechtzuerhalten, waren dessen vier Akkus kurz vor dem Einziehen der Solarzellen vollständig aufgeladen worden. Außerdem sollte der 4,5 Tonnen schwere Experimententräger über eine eigens am Roboterarm installierte Stromleitung versorgt werden, bis die Energieversorgung über seine Halteplattform in der Nutzlastbucht erfolgte. Dieses „Verlängerungskabel“ funktionierte jedoch nicht, weil (wie sich nach dem Flug herausstellte) die Stecker verkehrtherum eingebaut worden waren.
Houston erhielt eine halbe Stunde nach dem Einfangen Nahaufnahmen der Antennen, die die Mannschaft auf Bitten der Techniker angefertigt hatte. Trotzdem ließ sich eine eindeutige Ursache des Fehlers nicht finden. Mittlerweile drängte die Zeit, denn EURECA ging der Strom aus. Die Flugleitung entschied, den Experimententräger im Frachtraum zu verankern und später über das weitere Vorgehen zu beraten. Um 16:43 UTC wurde EURECA schließlich in seiner Halterung hinter dem Spacehab abgesetzt.
Nach intensiven Diskussionen der Ingenieure am Boden wurde das Antennenproblem in die für den nächsten Tag geplante Außenbordtätigkeit eingebaut. Analysen hatten ergeben, dass selbst dann keine Gefahr für eine problemlose Landung bestehe, wenn die Antennen unverriegelt blieben – sie hätten keine gefährlichen Bereiche in der Ladebucht durch ein Herumschwingen treffen können.
Der Weltraumausstieg (EVA) der Missionsspezialisten David Low und Jeff Wisoff begann am 25. Juni um 13:07 UTC. Die beiden Astronauten schwebten durch die Luke im Verbindungstunnel in die Nutzlastbucht. Zuvor waren die Schotts des Spacehab und der Mannschaftskabine geschlossen und dann die Luft aus Schleuse und Tunnel abgelassen worden.
Zunächst wurde eine Fußhalterung am Ende des Roboterarms installiert, an der sich Low befestigte. Anschließend manövrierte Nancy Currie den RMS mit Low zum Satelliten. Wisoff behielt dabei die Platzverhältnisse im Auge, damit der Arm nirgendwo anecken konnte. Eine Stunde nach Beginn der EVA war Low in der richtigen Position, um die Antennenreparatur in Angriff zu nehmen. Die amerikanischen und europäischen Techniker hatten in der vorangegangenen Nachtschicht die Prozeduren ausgearbeitet. Es wurde vermutet, dass sich das Isolationsmaterial, das EURECA schützte, etwas ausgedehnt hatte und die beiden Antennen am einrasten hinderte. Entsprechend einfach sah die Aufgabe aus: Low sollte lediglich mit Muskelkraft die Antennen gegen den Satelliten drücken, während ESOC den Einrastmechanismus auslöste. Nach zwanzig Minuten war der erste Ausleger im dritten Versuch verankert. Sherlock positionierte mit Unterstützung von Wisoff den Lastenarm neu, damit Low die zweite Antenne gut erreichen konnte. Kurz darauf meldete Low auch hier Erfolg.
Der Außenbordeinsatz schloss das primäre Missionsziel von STS-57, den EURECA-Satelliten einzufangen, ab. Anschließend führten Low und Wisoff Manöver für einen verkürzten Test von EVAs mit dem Roboterarm durch. Untersuchungen zur Handhabung und Feinausrichtung von Massen sowie Anwendung hoher Drehmomente wurden von beiden Besatzungsmitgliedern abwechselnd am Roboterarm ausgeführt. Low und Wisoff beendeten ihren Außenbordeinsatz kurz vor 19:00 UTC nach 5 Stunden und 50 Minuten.

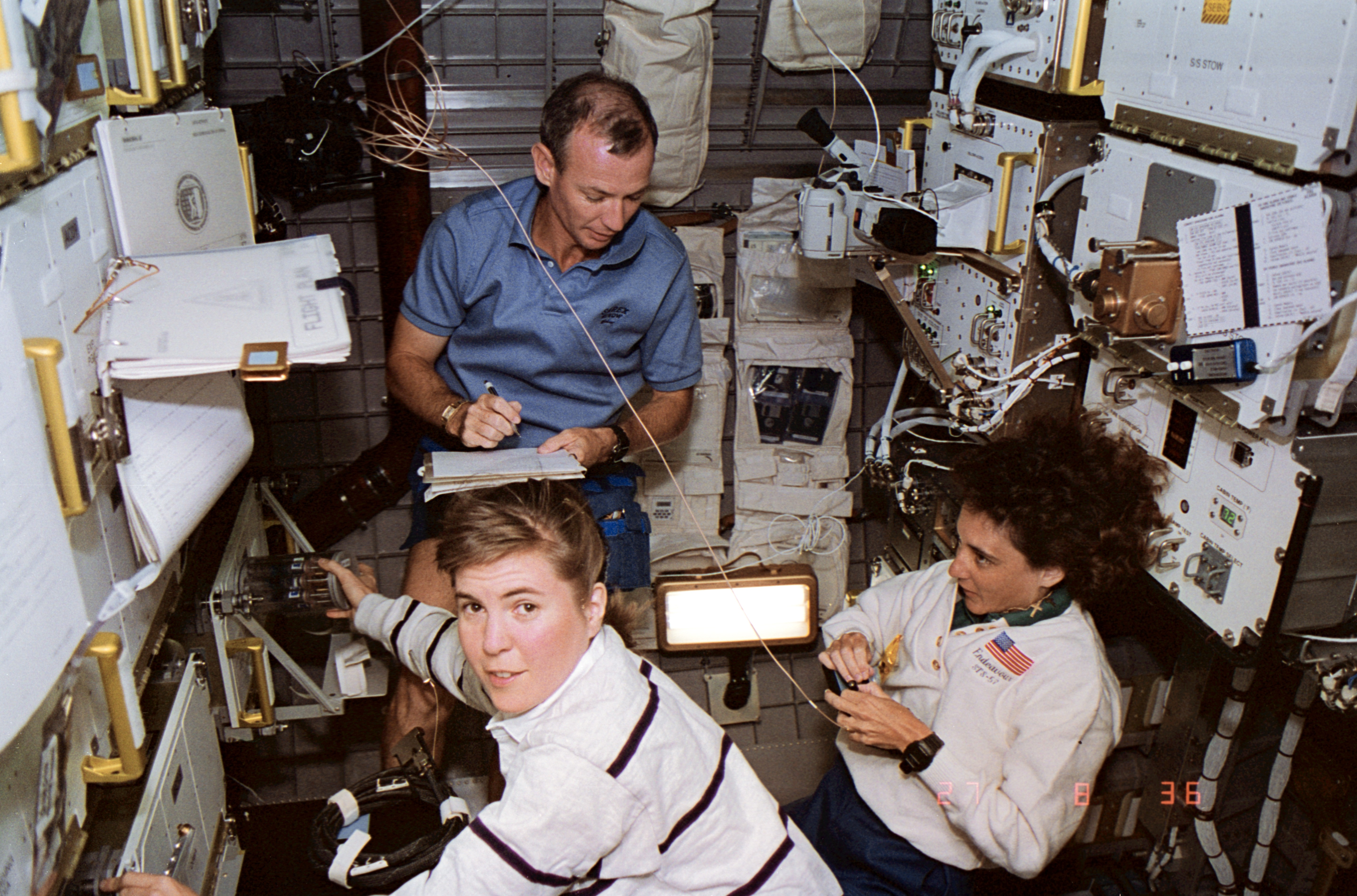
Janice Voss (vorne links), Nancy Currie und Brian Duffy arbeiten im Spacehab

Während des Restes der Mission arbeitete die Besatzung an Experimenten im Spacehab-Modul in der Ladebucht des Shuttle. Diese Experimente beinhalteten Untersuchungen von Körperstellungen, der Umwelt des Raumfahrzeuges, Kristallwachstum, Metalllegierungen, Schmutzwasser-Recycling und das Verhalten von Flüssigkeiten. Unter den Experimenten war eine Beurteilung von Instandhaltungswerkzeug, die für die Raumstation Freedom (die spätere Internationale Raumstation) vorgesehen war. Der sich mit dem Diagnosewerkzeug befassende Teil des „Tools and Diagnostic Systems Experiments“ wurde von Nancy Currie durchgeführt. Mit Hilfe von elektronischen Testgerätschaften, die einen Oszillographen einschlossen, unternahm Currie Tests an einer Modellschaltung und kommunizierte mit der Bodenkontrolle über vorgeschlagene Reparaturprozeduren und ihre Resultate per Computer.
Zusätzlich führten Brian Duffy und Jeff Wisoff Experimente zum Transport von Flüssigkeiten ohne die Verursachung von Blasen in der Flüssigkeit in der Schwerelosigkeit durch. Das „Fluid Acquisition and Resupply Experiment“ oder FARE genannte Experiment untersuchte Filter und Prozeduren die zu Methoden ein Raumfahrzeug im Orbit zu betanken führen könnten und beförderte Wasser zwischen transparenten Tanks mit 0,6 Metern Durchmesser im Mitteldeck der Endeavour. Dadurch konnten Ingenieure untersuchen, wie sich die Flüssigkeit verhielt, wenn die Endeavour ihre Steuerdüsen für kleine Manöver feuerte. Janice Voss arbeitete am „Liquid Encapsulated Melt Zone“ (LEMZ) Experiment, welches einen Vorgang, der „floating zone crystal growth“ genannt wird, nützte. Die Mikrogravitationsbedingungen erlauben es, im Weltraum große Kristalle zu züchten.
Ron Grabe, Brian Duffy und Janice Voss nahmen an der „Neutralen Körperstellungen Untersuchung“ teil. Flugärzte bemerkten bei früheren Flügen, dass sich die Grundhaltung des Körpers in Mikrogravitation ändert. Diese Änderung, manchmal „Schwerelosigkeitshocke“ genannt, tritt zusätzlich zur fünf Zentimeter großen Verlängerung des Rückgrates während Raumfahrtmissionen auf. Um dieses Phänomen während der Dauer eines Raumfluges besser zu dokumentieren, wurde von den Besatzungsmitgliedern in einer entspannten Position Foto- und Videomaterial zu Beginn und zu Ende der Mission aufgenommen. Wissenschaftler nehmen diese Ergebnisse in die Spezifikationen für zukünftige Entwürfe von Raumfahrzeugen auf, um Arbeitsstationen und Wohnbereiche effizienter und komfortabler für Astronauten zu gestalten.
Nancy Currie führte Prozeduren zur Erfassung der Softwareergonomie durch. Sie baute eine Arbeitsplattform mit Laptop auf und führte eine simulierte Prozedur für ein Raumstationsantriebssystem durch.
Am 28. Juni 1993 führte Nancy Currie eine improvisierte Klempnerarbeit am Umweltkontrollsystem Flugexperiment (EFE) durch, eine Untersuchung zur Schmutzwasserbereinigung die möglicherweise an Bord von zukünftigen Raumfahrzeugen genutzt werden könnte. EFE nutzt eine Mischung aus Wasser und Jodkalium, um Schmutzwasser zu simulieren. Die Lösung wird durch eine Reihe von Filtern gepumpt, um sie zu reinigen. Während des Fluges konnte ein verminderter Wasserdurchfluss von den Experimentatoren beobachtet werden und sie entschieden sich, die Reparaturmaßnahme durchzuführen. Currie löste dazu einen Anschlussstutzen im Experiment, umwickelte den nun freien Stutzen mit einer absorbierenden Windel und ließ die Pumpe des Experiments unter Zuhilfenahme eines Laptops 20 Minuten in  Umkehrrichtung pumpen, um die Verstopfung auszuspülen. Currie befestigte den Stutzen anschließend wieder und das Experiment konnte unter normalen Bedingungen von den Experimentatoren am Boden fortgeführt werden.
Die Landung der Endeavour musste am 29. und 30. Juni 1993 wegen schlechten Wetters verschoben werden und erfolgte nach neun Tagen, 23 Stunden und 45 Minuten am 1. Juli 1993 um 12:52 UTC auf der Landebahn 33 des Kennedy Space Centers.